# Francisco Javier Errázuriz Ossa
Francisco Javier Cardenal Errázuriz Ossa, I.Sch. (Santiago de Xile, 5 de setembre de 1933) és un cardenal xilè de l'Església Catòlica Romana, arquebisbe emèrit de Santiago de Xile.

## Biografia
Nascut com el segon dels sis fills del matrimoni format per l'enginyer Pedro Errázuriz Larraín i Marta Ossa Ruiz; formant part de la diàspora basca. La seva educació primària va ser al Liceu alemany de Santiago, destacant-se per la seva aplicació als estudis i a l'atletisme, obtenint diversos premis en campionats nacionals.
El 1951 ingressà a la Pontifícia Universitat Catòlica de Xile per estudiar enginyeria, obtenint el grau de batxiller en Matemàtiques Superiors. A la universitat va conèixer a Mario Hiriart; amb qui, conjuntament amb altres joves, formaria part de la generació fundadora del Moviment apostòlic de Schönstatt a Xile.
El 1962 rebé el grau de llicenciat en filosofia i el doctorat en teologia per la Universitat de Friburg, a Suïssa. A més del seu castellà nadiu, Errázuriz parla alemany, italià i francès. El 16 de juliol de 1961 va ser ordenat sacerdot. El 1965 va ser nomenat Superior Regional de Xile de l'Institut Secular dels Pares de Schönstatt, que llavors vivia el seu procés de fundació; càrrec que exerciria fins al 1971. El 1974 va ser nomenat superior general dels Pares de Schönstatt a Alemanya, càrrec que exercí fins al desembre de 1990.

### Treball a la cúria
El 22 de desembre de 1990 va ser nomenat arquebisbe secretari per a la Congregació per als Instituts de Vida Consagrada i Societats de Vida Apostòlica, amb seu a Roma. El 6 de gener de 1991 rebé de mans del Papa Joan Pau II l'ordenació episcopal a la basílica de Sant Pere del Vaticà. Escollí com a lema episcopal la frase Ut vitam habeant (Perquè tinguin vida).
Durant la seva estada a Roma portà a terme a més els càrrecs de consultor per a la Congregació per a la Doctrina de la Fe i membre del Consell pontifici per als Laics, de la Comissió Pontifícia per a l'Amèrica Llatina, del Consell Pontifici per a la Cura Pastoral dels Migrants i els Itinerants, del Consell Pontifici pels Operadors Sanitaris i de l'Assemblea del Sínode de Bisbes sobre la Vida Consagrada.

### Retorn a Xile
El 24 de setembre de 1996, el Papa Joan Pau II el nomenà bisbe de Valparaíso, càrrec que assumí el 10 de novembre d'aquell mateix any.
El 24 d'abril de 1998 va ser nomenat arquebisbe de Santiago, prenent possessió de la seu el 17 de maig de 1998 a la Catedral Metropolitana. Automàticament es convertí en el Gran Canceller de la Pontifícia Universitat Catòlica de Xile.
El 21 de gener de 2001 va ser nomenat Cardenal per Joan Pau II, assumint l'elevació el 21 de febrer del mateix any i rebent el títol de Santa Maria della Pace. El 18 i el 19 d'abril de 2005, després d'haver participat uns dies abans als funerals de Joan Pau II, el cardenal Errázuriz participà en el conclave que elegí el cardenal Joseph Ratzinger com a Papa Benet XVI. Entre el 2 i el 23 d'octubre del 2005 assistí, per nomenament papal, a la XI Assemblea General Ordinària del Sínode Mundial de Bisbes, que se celebrà al Vaticà.
Durant el seu temps com a cardenal, el cardenal Errázuriz es negà a trobar-se amb aquells que denunciaven haver patit abusos per part de clergues. Als darrers mesos de la seva gestió van aparèixer antecedents del cas Karadima, que mostraren que el cardenal havia rebut denúncies el 2003, 2004 i 2005. Finalment, Fernando Karadima va ser trobat culpable de cometre abusos i va ser suspès.
Entre 2003 i 2007 va ser president de la Conferència Episcopal Llatinoamericana (CELAM).
Renuncià a l'arquebisbat de Santiago el 2008, en complir el límit d'edat indicat al Codi de Dret Canònic (75 anys). El 15 de desembre de 2010, el papa Benet XVI acceptà la seva renúncia al govern pastoral de l'arquebisbat, elegint com a nou arquebisbe a Ricardo Ezzati, llavors arquebisbe de Concepción. Aquell mateix dia, el Papa el nomenà administrador apostòlic de Santiago fins al 15 de gener del 2011, data en què Ezzati prengué possessió.
Al març del 2013 participà novament a un conclave, per escollir el successor de Benet XVI, qui havia renunciat al seu pontificat l'11 de febrer d'aquell mateix any.
El 13 d'abril de 2013 va ser nomenat pel Papa Francesc, just un mes després de la seva elecció, conjuntament amb diversos cardenals més, per aconsellar-lo i per estudiar un pla per revisar la Constitució Apostòlica sobre la Cúria Romana, Pastor Bonus. La primera trobada està prevista entre l'1 i el 3 d'octubre del 2013, tot i que el Papa està en contacte amb ells.